# Bruchus lentis
Bruchus lentis es una especie de insecto coleóptero de la familia de Chrysomelidae. Tanto las larvas como los adultos se alimentan de semillas. Es el principal de los denominados gorgojos de la lenteja.
Presenta metamorfosis completa, con fases de larva, de crisálida y adulta. Los adultos miden de 2-3,5 mm y nacen en primavera.

## Infestación de semillas
Infesta con frecuencia las lentejas. La pérdida media de peso para las partidas de lentejas atacadas es del 35 %. Afecta también a su capacidad germinativa.

## Alergia a las lentejas
En la zona mediterránea y la India las especies de legumbres más consumidas y que con mayor frecuencia están implicadas en las reacciones alérgicas son la lenteja y el garbanzo.
Para que las larvas no perforen las lentejas parasitadas es preciso matarlas mediante la fumigación, por ejemplo con bobulina. Un estudio de 2007 ha determinado que el 30 % de las lentejas que se consumen contienen estos coleópteros en su interior que, en un reducido número de personas, causan reacciones a dicho alimento siendo su alérgeno el artrópodo. Se trata, normalmente, de personas que habían estado expuestas a un contacto continuado con el parásito debido a su ocupación como agricultores, ganaderos, ingenieros agrónomos y cocineros.
Las emanaciones que desprenden las lentejas infectadas por Bruchus lentis son causa de rinoconjuntivitis y de asma ocupacional. La lenteja es una de las legumbres que produce alergia con más frecuencia, sobre todo en los niños; su incidencia va en aumento.